# Serianus galapagoensis
Serianus galapagoensis är en spindeldjursart som beskrevs av Beier 1978. Serianus galapagoensis ingår i släktet Serianus och familjen Garypinidae. Inga underarter finns listade i Catalogue of Life.